# Herb gminy Elbląg
Herb gminy Elbląg – jeden z symboli gminy Elbląg, ustanowiony 8 czerwca 2000.

## Wygląd i symbolika
Herb przedstawia na tarczy koloru srebrnego wizerunek czerwonej wiewiórki, siedzącej na zielonej gałązce leszczyny i trzymającej czterolistną koniczynę. Wiewiórka nawiązuje do herbu rodu Bażyńskich, zasłużonych dla regionu, natomiast koniczyna symbolizuje rolniczy charakter gminy, jak również ma zapewnić szczęście i pomyślność.